# Franco Enna
Franco Enna, nom de plume de Francesco Cannarozzo, né le 16 septembre 1921 à Enna, en Italie, et mort le 19 juillet 1990 à Lugano, en Suisse, est un écrivain, poète, dramaturge et scénariste italien.

## Biographie
Tout d'abord poète et romancier, il devient scénariste pour le cinéma et la télévision.
En 1952, il publie son premier roman policier, Chapeaux verts et Petits Chats (Il colpevole non c'era) qu'il signe du pseudonyme Lou Happings. Pendant sa carrière d'écrivain de littérature populaire, il utilise un grand nombre de pseudonymes à consonance américaine.
Il est le « plus prolifique des auteurs de romans policiers italiens des années 1950-1960. Ses histoires se déroulent d'ordinaire aux États-Unis, dans une Amérique profonde assez vraisemblable. Ses techniques narratives s'inspirent de celles de l'école hard-boiled mais, dans ses meilleurs romans, il ajoute cependant une profonde touche d'humanité, attentif aux motivations psychologiques, morales et sociales des personnages loin des stéréotypes à la Spillane ». En français, neuf de ses romans sont publiés dans les collections Série jaune et Inter-Police.

## Œuvre

### Romans
Romans signés Franco Cannarozzo
- L'inferno confina con Dio (1952)
- Il meraviglioso Fulax (1952)
- L'angelo nell'aia (1952)
- La fine del mondo (1962)

Romans signés Franco Enna
- Guerra e pace (1955)
- Moby Dick (1955)
- Preludio alla tomba (1955) Publié en français sous le titre Prélude à la tombe, Lyon, Éditions des Remparts, coll. « Série jaune » no 8 (1959)
- Tempo di massacro (1955) Publié en français sous le titre La poisse vient en auto, Lyon, Éditions des Remparts, coll. « Série jaune » no 2 (1959)
- Il delitto mi ha vinto (1956) Publié en français sous le titre Deux Morts chez les Mormons, Lyon, Éditions des Remparts, coll. « Série jaune » no 11 (1959)
- La grande paura (1956) Publié en français sous le titre Dans le pétrin pour une fille, Lyon, Éditions des Remparts, coll. « Série jaune » no 3 (1959)
- Viatico per Marianna (1956) Publié en français sous le titre Des fleurs pour la tondue, Lyon, Éditions des Remparts, coll. « Série jaune » no 13 (1960)
- Dinanzi a noi il cielo (1957)
- Lascia viva la bionda (1958) Publié en français sous le titre Une blonde en détresse, Paris, Presses internationales, coll. « Inter-Police » no 33 (1960)
- Noi mostri (1958)
- L'astro lebbroso (1958)
- Il volto nudo (1960)
- Brivido all’italiana (1963)
- Il cuore in gola (1963)
- Molokai, l'isola nera (1963)
- L'uomo che si tagliò la lingua (1963)
- Il volto delle favole (1963)
- Il meglio della fantascienza (1967)
- Il caso di Marina Solaris (1971)
- Passa il condor (1971)
- La bambola di gomma (1971)
- Mamma lupara (1972)
- Gli agenti preferiscono le brune (1972)
- Per un sacchetto di perle (1972)
- Un poliziotto in vendita (1973)
- Il meglio della fantascienza (1973)
- L'uomo dell'Haganah (1977)
- Relé nero (1977)
- L'occhio lungo (1979)
- L'astro lebbroso (1980)
- Quelli del Libano (1984)
- Delirio per Alessandra (1987)
- L'ultima chance (1987)
- Riciclaggio (1991)

Romans signés Lou Happings
- Il colpevole non c'era (1952) Publié en français sous le titre Chapeaux verts et Petits Chats, Lyon, Éditions des Remparts, coll. « Série jaune » no 14 (1960)
- Arnoldo e la mummia insanguinata (1952)
- Orrore (1952)

Roman signé John W. Reel
- La morte porta disgrazia (1952)

Roman signé Andrew Maxwell
- Perché mi hai ucciso? (1952)

Roman signé Keogh Marton
- La taverna del ragno (1952)

Roman signé James Douglas
- La strada verde (1952)

Roman signé Sulo Rautavaara
- La foresta di ghiaccio (1953)

Roman signé Stephen Maredith
- La morte porta i guanti (1953)

Roman signé Alexis Stone
- Il giudice sbagliava (1953)

Romans signés Thomas Freed
- Il fiato ardente (1958) Publié en français sous le titre Bagarre pour un derrick, Paris, Presses internationales, coll. « Inter-Police » no 82 (1963) (signé Franco Enna)
- Il bianco e il nero (1962)

Romans signés Conrad A. Roberts
- Amica Browning (1958) Publié en français sous le titre Browning, mon ami, Paris, Presses internationales, coll. « Inter-Police » no 14 (1959) (signé Franco Enna)
- Il porto delle furie (1958)
- La danza dei coltelli (1958)
- La carne viva (1960)
- Ragazze da mille baci (1962)
- Contrabbandiere tutto fare (1965)
- Asfalto (1965)

Roman signé Richard Shell
- Canaglia nuda (1958)

Roman signé Lewis Allen Scott
- Un'alcova per la tigre (1958)

Roman signé Ann M.O'Walter
- L'uomo dal cuore di vetro (1960)

Roman signé Lewis Hetcher
- Il graffio della gatta (1962)

Roman signé Herbert Masson
- Dentro l'inferno (1966)

Roman signé Donald Baron
- Tutti finti (1972)

Biographie signée Henry Graham
- Anastasia (biographie romancée, 1956)

### Poésie
Poésie signée Franco Cannarozzo
- Donne in vetrina (1944)
- Il mare aspetta le mie strade (1950)
- Dove le nuvole fanno ombra di miele (1952)

Poésie signée Franco Enna
- Segnali di fumo(1989)
- Carnet d'amore (1989)

### Pièce de théâtre signée Franco Cannarozzo
- Appuntamento nel Michigan (1953)

## Filmographie

### Adaptations au cinéma
- 1967 : Homicide sur rendez-vous (Omicidio per appuntamento), film italien réalisé par Mino Guerrini, adaptation du roman Tempo di massacro
- 1973 :  La Dernière Chance (L'Ultima chance), film italien réalisé par Maurizio Lucidi, adaptation du roman L'Ultima chance

### Scénarios pour le cinéma
- 1964 : Cadavere per signora, film italien réalisé par Mario Mattoli
- 1967 : Le Courageux, le Traître et le Sans-pitié (El hombre de Caracas), film italo-hispano-vénézuélien réalisé par Juan Xiol et Edoardo Mulargia
- 1973 : La Guerre des gangs (Milano rovente), film italien réalisé par Umberto Lenzi

### Scénarios pour la télévision
- 1963 : Ritorno dall'abisso, téléfilm italien réalisé par Mario Lanfranchi
- 1981 : L'elemento D, téléfilm italien réalisé par Vittorio Barino